# Bremia obconica
Bremia obconica är en tvåvingeart som beskrevs av Grover 1979. Bremia obconica ingår i släktet Bremia och familjen gallmyggor. Inga underarter finns listade i Catalogue of Life.